# Veiled Metamorphosis
Veiled Metamorphosis (englisch Verborgene Metamorphose) ist eine 2024 debütierte Funeral-Doom-Band.

## Geschichte
Veiled Metamorphosis entstand als Kooperation des niederländischen Musikers, Hauptsongwriter und Produzent „Vitriol“ von Nihill, und dem ehemaligen Schlagzeuger italienischen Second-Wave-Black-Metal-Band Necronomicon „Grave Desecrator“. Das Duo lernte sich Online kennen und arbeitete ebenso am gemeinsamen Debüt. Das Album Tentacled Void of Infinity erschien am 2. Februar 2024 über Fantoom und Dying Sun Records.

## Stil
Der von Veiled Metamorphosis gespielte Stil kombiniert das Tempo des Funeral Doom mit den Inhalten und dem instrumentalen Spiel des Black Metal. Damit steht das Duo in der Tradition von Gruppen wie Abyssmal Sorrow, Funeral Mourning und Nortt, die als „Despair’s Triumvirate“ als die initiierenden und essentiellen Interpreten des Crossovers aus Depressive Black Metal und Funeral Doom besprochen wurde. Veiled Metamorphosis variiere so im Rahmen des eigenen Black Funeral Doom „Klanglandschaft aus monolithischen Gitarren und abgrundtiefem Gesang“.

## Diskografie
- 2024: Tentacled Void of Infinity (Album, Dying Sun Records)